# Víctor-1
μSAT-1 Víctor fue el primer satélite artificial que fue concebido, diseñado, calificado e integrado en Argentina. Un satélite experimental con fines educativos y como demostrador tecnológico. Llevaba a bordo dos cámaras para tomar imágenes de la Tierra, una de campo amplio y otra de campo estrecho, una baliza en VHF, un transmisor-receptor en UHF para telemetría y telecomando y otro en banda S para la bajada de las imágenes, su principal propósito fue probar los sistemas y evaluarlos. Tenía capacidad para actualizar el software de la computadora en forma remota una vez puesto en órbita.
Fue llamado Víctor una vez en órbita en homenaje al ingeniero Víctor Aruani, integrante del equipo, fallecido antes de terminar el proyecto.
Fue desarrollado en el Centro de Investigaciones Aplicadas del Instituto Universitario Aeronáutico de Córdoba y lanzado el 29 de agosto de  1996 desde el cosmódromo de Plesetsk en Rusia por el lanzador ruso Molniya junto a los satélites Magion-5 y Prognoz-M2.